# The Bad Seed Returns
The Bad Seed Returns è un film per la televisione del 2022 diretto da Louise Archambault.

## Trama
Sei anni dopo gli eventi del primo film, Emma Grossman conduce una vita apparentemente normale insieme a sua zia Angela, a suo marito Robert e al loro figlio di pochi mesi. Ma in seguito ad alcuni avvenimenti, in particolare la volontà di Robert di mandarla a studiare in un collegio e la delusione per non essere riuscita a diventare capitano della squadra di danza del suo liceo, risveglieranno la sua natura di violenta psicopatica. In più, una nuova studentessa di nome Kat sembra avere dei sospetti su di lei e su quanto accaduto a suo padre e alle altre persone da lei uccise in passato ed Emma farà di tutto pur di mantenere i propri segreti.

## Produzione
Nel novembre del 2021, è stato annunciato il sequel del film del 2018 The Bad Seed, con Louise Archambault alla regia, con una sceneggiatura scritta da Ross Burge, sua figlia McKenna Grace e Barbara Marshall. Grace riprende il suo ruolo del primo film. Le riprese sono iniziate quello stesso mese a Vancouver.
Il film doveva inizialmente essere distribuito su Lifetime a partire dal 30 maggio 2022 ma, in seguito alla sparatoria nella scuola elementare Robb di Uvalde, in Texas, la sua uscita è stata posticipata. Il film ha quindi debuttato il 5 settembre 2022.